# Place du 2-Février
La place du 2-Février, est un lieu public de la ville de Colmar, en France.

## Situation et accès
Cette place publique est située dans le quartier centre.
On y accède par les rues de l'Hôpital, Basque, des Tripiers et de la Montagne-Verte ainsi que la place du Sergent-Chef-Kouider-Guerroudj-et-de-tous-les-Harkis.
Cette place n'est pas desservie par les bus de la TRACE.

## Origine du nom
La place doit son nom au 2 février 1945, date à laquelle la ville fut libérée, à la suite des combats de la poche de Colmar.

## Bâtiments remarquables et lieux de mémoire
Sur cette place se trouvent des édifices remarquables[Lesquels ?].

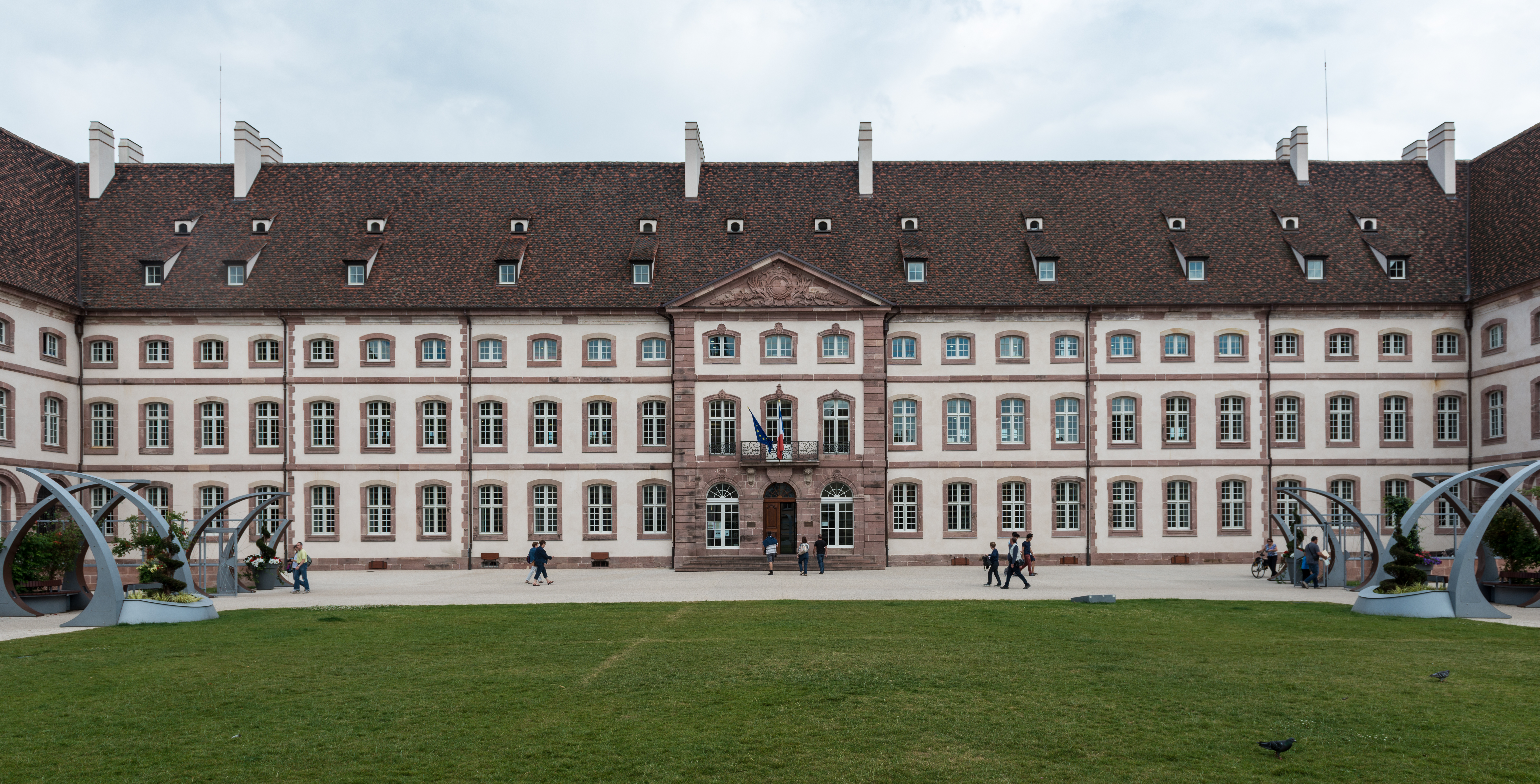
Ancien hôpital (1736[4]) Inscrit MH (1929) Inscrit MH (1946)